# Theodor Schulz
Theodor (Bohdan) Jaroslav Schulz, pseudonym Vlastimil Přímý (23. dubna 1875 Vídeň – 22. dubna 1945 Plzeň) byl český hráč na historické nástroje a hudební skladatel.

## Život
Vystudoval práva a stal se soudcem. Hudbě se věnoval ve svém volném čase. Studoval soukromě hru na housle u O. Macka, harmonii u Jaromíra Herleho, kompozici u Josefa Bohuslava Foerstera a kromě toho se učil hře na violu d'amore u Otokara Máchy. Hra na historické nástroje, zejména na violu d'amore, jej zaujala a stal se jejím nadšeným propagátorem. Pořádal přednášky s hudebními ukázkami a sepsal monografii „O viole d'amore a jiných zapomenutých lidových nástrojích“. Vytvořil velkou sbírku starých smyčcových nástrojů, kterou později odkoupila Pražská konzervatoř.

## Dílo
Podle soupisu, který vytvořil plzeňský hudební skladatel Josef Bartovský, zkomponoval 67 skladeb. Ve svých skladbách používal často český překlad svého křestního jména, Bohdan, nebo pseudonym Vlastimil Přímý. Skládal zejména pro svůj oblíbený nástroj, ale zkomponoval i četné písně, sbory a orchestrální skladby.
Vybrané skladby
- Jan Maria Plojhar (opera podle Julia Zeyera)
- Tarantela pro violu d'amore
- Romance pro housle a klavír op. 20
- Fantasie na Smetanova Dalibora pro housle a klavír op. 24
- Transkripce houslového koncertu Antonia Vivaldiho pro violu d'amore
- Transkripce houslové sonáty Cristiana Lidartiho pro violu da gamba